# Kultureller Wandel

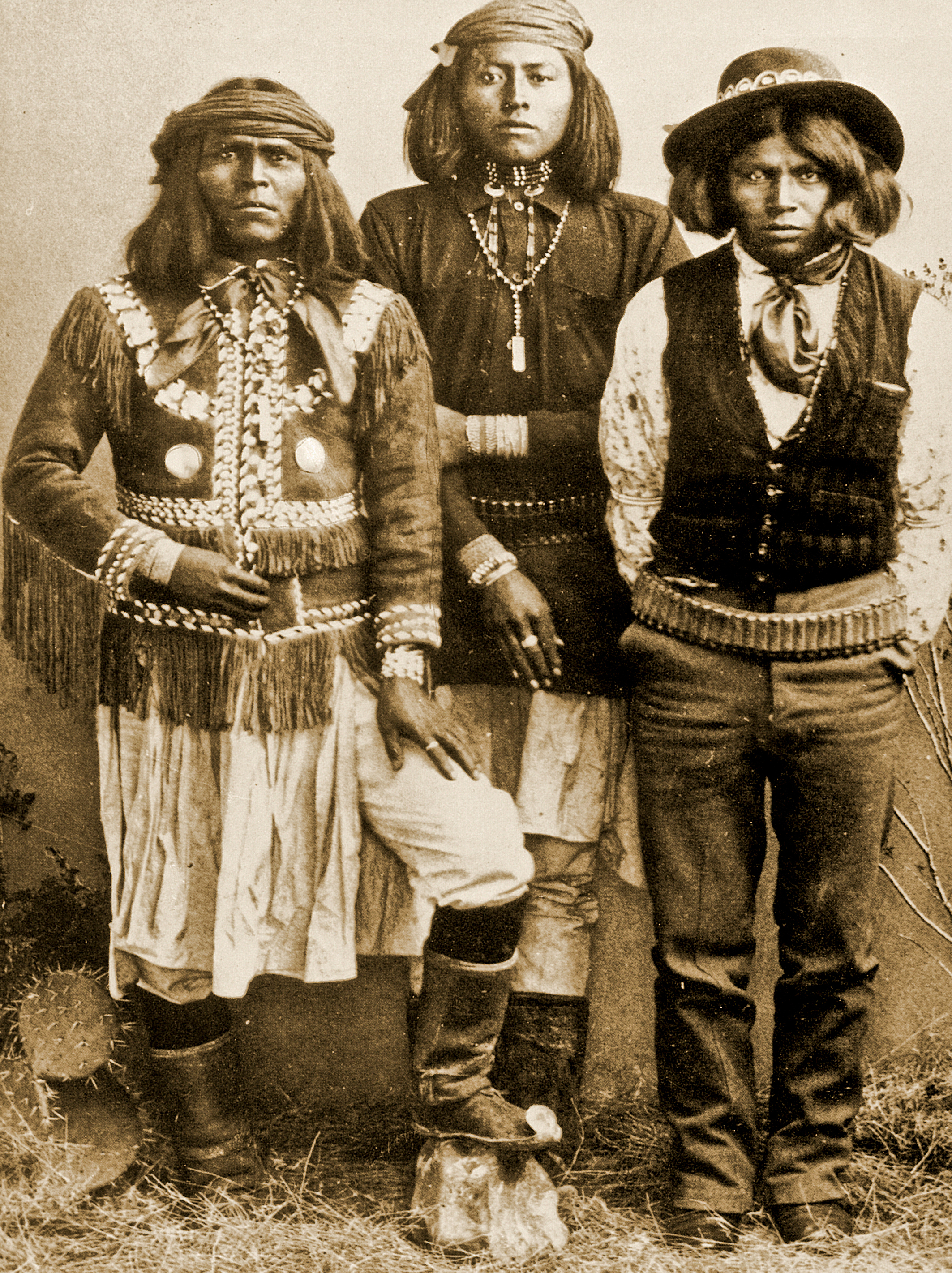
Sichtbarer kultureller Wandel: Die Aufnahme zeigt drei Männer vom Stamm der Yavapai aus Arizona. Der linke ist traditionell gekleidet, der mittlere mischt die Stile und der rechte trägt die typische Kleidung eines US-Amerikaners zum Ende des 19. Jahrhunderts

Kultureller Wandel oder Kulturwandel ist die Bezeichnung für jegliche Art kultureller Veränderung im Zeitablauf, sei dies in Form der Abwandlung, der Anreicherung oder auch der Verarmung, die zu einer Transformation kultureller Denkmuster und Auffassungen, kultureller Werte, kultureller ästhetischer Vorlieben oder zur Transformation kulturell geprägten praktischen Handelns führt und somit auf das  Erreichen eines neuen Zustands von Kultur hinwirkt. Betroffen sein vom kulturellen Wandel können Alltags- und Kulturtechniken (Schrift, Buchdruck, Internet, Haushaltstechnik), aber im Einzelnen auch z. B. die Veränderungen der Sprache, die Bildung neuer Jugend-Subkulturen und Moden und viele andere Dinge mehr.
Dieser Wandel kann durch Begebenheiten innerhalb der Kultur entstehen, also „endogener Kulturwandel“ sein, oder aber durch Begegnungen mit anderen Kulturen zustande kommen, aus denen Teile übernommen und zu einer neuen Form abgeändert werden, eine Abänderung, welche nicht auch in dem Herkunftsland aufzuweisen ist und als „induzierter Kulturwandel“ bezeichnet wird.
Das Phänomen des kulturellen Wandels wird in verschiedensten wissenschaftlichen Disziplinen, so z. B. in der Kulturwissenschaft, in der Soziologie (inklusive Mediensoziologie), in der Anthropologie, in der Ethnologie, in der Religionswissenschaft, in der Sozialpsychologie sowie in den Geschichtswissenschaften erforscht.
Geht es primär um die beobachtbaren gesellschaftlichen und wirtschaftlichen Veränderungen in einer Gesellschaft und weniger um die ursächlichen Ideen, Weltanschauungen und Handlungsantriebe der beteiligten Menschen, so ist – vorwiegend in soziologischer Literatur – stattdessen der Begriff „Sozialer Wandel“ maßgeblich.

## Begriffsbestimmungen, nähere begriffliche Eingrenzungen
Da sich jede Gesellschaft zwangsläufig den Veränderungen ihrer natürlichen Umwelt anpassen muss, folgt daraus bereits oftmals eine Notwendigkeit zum kulturellen Wandel – wenn auch nur im langsamen zeitlichen Maßstab. Wie Claude Lévi-Strauss erkannte, war das weitaus häufigste und über Jahrtausende gültige Bestreben der Menschen, jeglichen Wandel nach Möglichkeit zu „bremsen“ oder zu verhindern. Ein deutlich beschleunigter kultureller Wandel tritt ein, wenn die weltanschaulichen Einstellung einer Gesellschaft dem Fortschritt und der Veränderung gegenüber überwiegend positiv ist, wie es vor allem in der europäischen Hochkultur seit der Antike der Fall ist.

### Endogener Wandel
In der modernen Industriegesellschaft ist ein offensichtlich entscheidender Antrieb für einen beschleunigten Kulturwandel der technologische Fortschritt. Erich Fromm hat dies sehr bezeichnend ausgedrückt: „Etwas muss getan werden, weil es technisch möglich ist“, unabhängig davon, ob die neue Technologie dem „Wohl oder Wehe“ von Mensch oder Umwelt dient.

„Ich weiß nicht, ob es besser wird, wenn es anders wird. Ich weiß nur, dass es anders werden muss, wenn es besser werden soll.“

Es stellt sich allerdings die Frage, ob die Denkweisen von Fromm und Lichtenberg angesichts der Herausforderungen des Klimawandels für das Überleben der Menschheit auf dem Planeten Erde überhaupt noch brauchbar sind. Kultureller Wandel, der auf Begebenheiten innerhalb der Kultur (wie etwa technischer Fortschritt) zurückgeht, wird als „endogener“ Wandel bezeichnet.

### Umweltanpassung
Eine wichtige Triebfeder für den kulturellen Wandel sind äußere Zwänge durch Umweltveränderungen, die eine Anpassung erfordern. Ging man ursprünglich davon aus, dass dies zu bewussten, intentionellen Reaktionen führte, weiß man heute, dass keine Kultur optimal an ihre Umwelt angepasst ist. Dies wird etwa wie folgt begründet:
1. Keine menschliche Entscheidung beruht nur auf Vernunftgründen, sondern enthält immer auch emotionale und kulturelle Aspekte
2. Jegliche Einschätzung eines Problems, der Lösungen und Risiken ist abhängig vom Zeitgeist und der jeweiligen Situation
3. Es ist nicht möglich, alle Lösungsmöglichkeiten zu kennen und ihren Verlauf sicher vorherzusagen
4. Kein Problem steht für sich allein, sodass die Lösung eines Problems andere Probleme verstärken oder schaffen kann

### Induzierter Wandel
Entsteht ein Wandlungsprozess durch die Begegnungen mit anderen Kulturen, aus denen Teile übernommen und zu einer neuen Form abgeändert werden, spricht man von „induziertem Kulturwandel“. Dies wäre unter anderem die zwangsweise Übertragung von Strukturen der imperialistischen Staaten auf die eroberten Völker während der Kolonialzeit, aber ebenso die freiwillige Übernahme fremder Kulturgüter durch Handel und Kommunikation (Kontaktinnovation). Historisch ist dieser Vorgang zum Beispiel für die Kelten belegt, die sich an der römischen Kultur orientierten.
In der Gegenwart findet induzierter Wandel vor allem durch die wirtschaftliche Globalisierung statt, wobei auch soziologische Untersuchungen nicht immer klar belegen können, ob dies freiwillig erfolgt oder eher aufgrund von Sachzwängen.
Zur Verringerung eines negativ initiierten Wandels durch Tourismus, Journalismus, ethnologische Feldarbeit, Gesundheitswesen, Entwicklungspolitik oder andere interkulturelle Bereiche schlagen einige Ethnologen im Sinne der UNESCO-Konvention zum Schutz der kulturellen Vielfalt die Entwicklung von Rahmenbedingungen für „kulturverträgliches Handeln“ vor.

## Formen des Kulturwandels

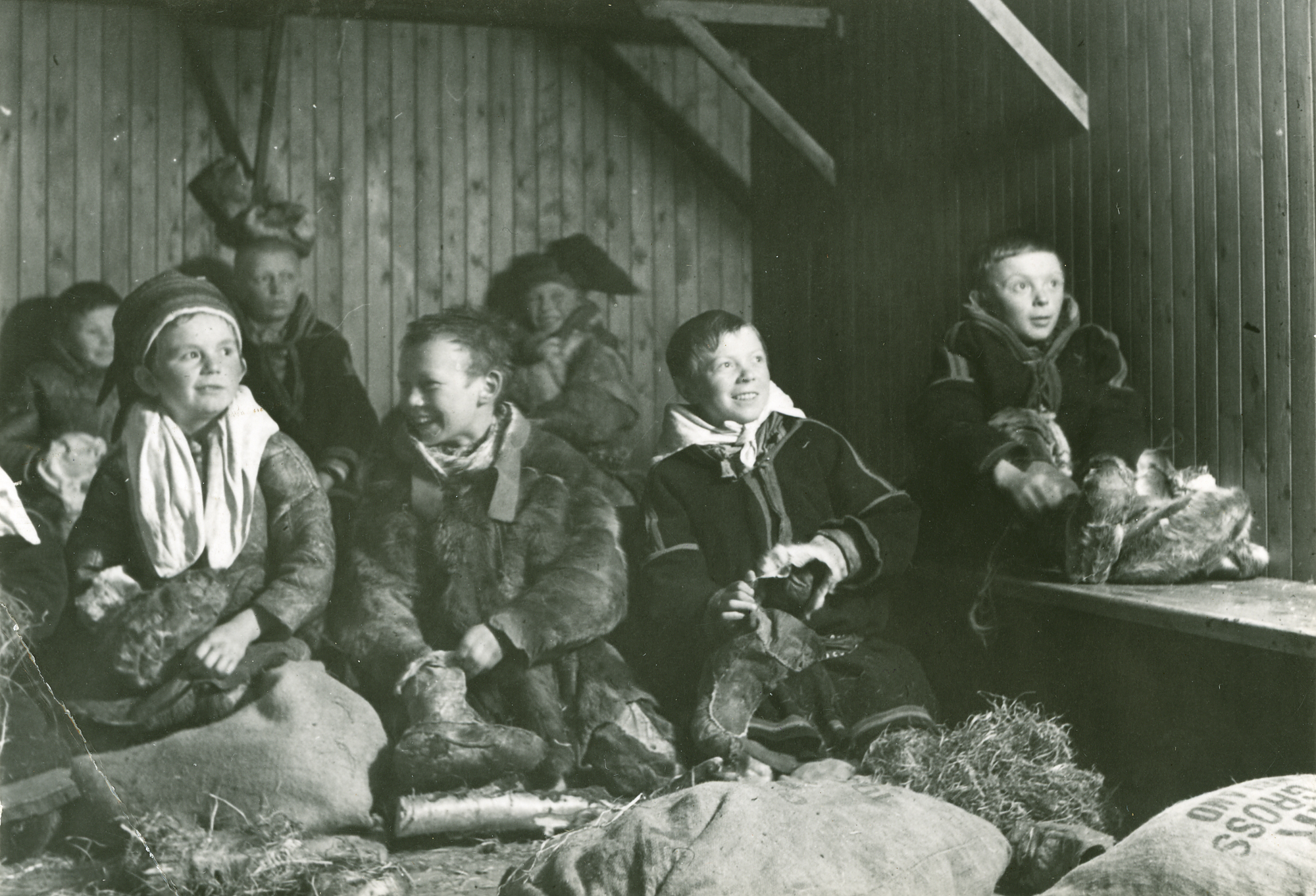
Mit den sogenannten „Nomadenschulen“, in denen samischen Kinder eine minimale Bildung zugebilligt wurde, versuchte man in Schweden bis in die 1940er Jahre den Kulturwandel bei der Urbevölkerung Lapplands zu verhindern. Es gibt zahlreiche Beispiele für solche Lenkungsversuche bei indigenen Völkern, zumeist jedoch mit dem Ziel der Akkulturation.

„Assimilation“, „Akkulturation“, „Enkulturation“, „Integration“, „Indigenität“ und viele weitere Bezeichnungen sind einige Begrifflichkeiten in Zusammenhang mit kulturellem Wandel, die ausgesprochen uneinheitlich verwendet werden: bisweilen differenziert, bisweilen synonym, bisweilen unspezifisch. Für jeden Begriff gibt es je nach Fachgebiet, Autor und Perspektive viele (zum Teil deutlich) voneinander abweichende Definitionen. Das folgende Kurzschema, das im Wesentlichen aus dem dtv-Atlas Ethnologie von Dieter Haller abgeleitet wurde, erhebt von daher keinen Anspruch auf allgemeine Gültigkeit oder Vollständigkeit.
| Begriff                                           | Definitionsvorschlag | Beispiele und/oder Erläuterungen |
| ------------------------------------------------- | --- | --- |
| Ursachen und grundlegende Mechanismen des Wandels | | |
| Adaption                                          | existentiell notwendige Anpassungen an Umweltveränderungen | Wandel des Vormenschen vom Vegetarier zum Allesfresser aufgrund klimatisch bedingten, veränderten Nahrungsangebotes                                                                      |
| Invention                                         | Einführung neuer Prinzipien, Werkzeuge oder Bräuche, die von der Gesellschaft als vorteilhaft gewertet werden                                                                       | Neolithische Revolution, Technische Erfindungen jeglicher Art |
| Gesellschaftlicher Fortschritt                    | notwendige oder gewollte Anpassung an die Eigendynamik der kulturellen Entwicklung                                                                                                  | Demokratisierung, Urbanisierung, Globalisierung |
| weltanschauliche Differenzierung                  | Wandel durch unterschiedliche Deutung und Interpretation der Welt | Ideologische Begründungen für Bewahrung oder Veränderung: Kalte und heiße Kulturen oder Optionen, Manipulation                                                                           |
| Diffusion                                         | freiwillige oder notgedrungene Übernahme eines kulturellen Elementes von fremden Kulturen                                                                                           | Gewehre und Motorschlitten in arktischen Jägerkulturen, Übernahme fremder Sprachen, Technologien, Nutzpflanzen usw. – unabhängig von der Akzeptanz des Fremden                           |
| Distinktion / Schismogenese                       | mehr oder weniger bewusste Abgrenzung von Angehörigen bestimmter sozialer Gruppierungen (bei gegenseitigem Aufschaukeln sprechen David Graeber und David Wengrow von Schismogenese) | Jugendkultur, Soziale Klassen, Extremismus, Sekten |
| Akkulturation                                     | umfassende Anpassungsprozesse beim Kontakt zweier unterschiedlicher Kulturen | Erziehung und ungeplantes Lernen, Interesse am Fremden – ohne Bewertung oder Richtung des Wandels                                                                                        |
| Tempo und Intensität des Wandels                  | | |
| Tradierung                                        | sehr langsame, jedoch komplexe Einbindung einer Veränderung über viele Generationen                                                                                                 | Begrüßungsrituale, Umgangsformen, Trachten, Esskultur |
| Modernisierung                                    | schneller, bewusst motivierter Wandel mit dem Ziel, Situationen zu verbessern | Technisierung, Automatisierung und Industrialisierung, Fortschritt, Wissenschaft |
| Konkrete Prozesse und Richtung des Wandels        | | |
| Devolutionsprozesse:                              | gänzliche Aufgabe eines Kulturelementes: | |
| - Substitution                                    | zugunsten eines neuen Elementes | anstelle des germanischen Festes zur Wintersonnenwende wird heute in Skandinavien das christliche Luciafest gefeiert                                                                     |
| - Dekulturation                                   | ohne Neuerung | die Industrialisierung der Forstwirtschaft hat zur Aufgabe der Flößerei geführt |
| Reinterpretation                                  | Umdeutung von Kulturelementen | Tabu/Tapu, Bedeutungswandel von „geil“ – häufig in Sprachen |
| Transkulturation                                  | Bewusste oder unbewusste Einflussnahme einer dominanten Kultur auf eine andere | Russifizierung in Sibirien, Christianisierung indigener Völker, vorsätzliche Auslöschung von Kulturelementen (Ethnozid)                                                                  |
| Assimilation                                      | Angleichungsprozess von Minderheiten an Mehrheiten mit zunehmender Devolution von Kulturelementen                                                                                   | Ruhrpolen, Deutschbrasilianer, Russifizierung, Indigene Völker Taiwans |
| Indigenisierung                                   | Übernahme und Anerkennung fremder Kulturelemente: Akzeptierte Addition und Einbindung in die traditionelle Kultur                                                                   | Pferd und Prärie-Indianer, Rentierwirtschaft der Sámi, Reinterpretation traditioneller Weltanschauungen als Reaktion auf westliche Ideologien – Gegenbewegung zur Assimilation           |
| Synkretismus                                      | Verschmelzung von einander fremden Kulturelementen zu neuen Formen | Tibetischer Buddhismus und Bön, Kreolsprachen und Pidgin-Sprachen – zumeist auf Religionen bezogen                                                                                       |
| Revitalisierungsprozesse:                         | Wiederbelebung bestimmter Traditionen und/oder Wertvorstellungen | |
| - Rituelle Revitalisierung                        | Rückkehr zu rituellen Praktiken und Glaubensvorstellungen der Vorfahren | Cargo-Kulte, Krisenkulte, Sonnentanz, moderner Schamanismus der Tuwiner |
| - Retraditionalisierung                           | Reaktivierung bestimmter Elemente einer überlieferten Lebensweise | Rückkehr zu traditionellen Wirtschaftsweisen, Wiederbelegung der Folklore oder Folklorisierung                                                                                           |
| - Re-Indigenisierung                              | Organisierte Wiederbelebung und Reinterpretation traditioneller Elemente | Wildreis-Vermarktung durch Anishinabe-Indianer, Re‛Indigenisierung der kolumbianischen Paez, Kulturelle Renaissance bei den Māori Neuseelands – Wiedererstarken der ethnischen Identität |

## Einschätzung und „Messung“ des Wandels

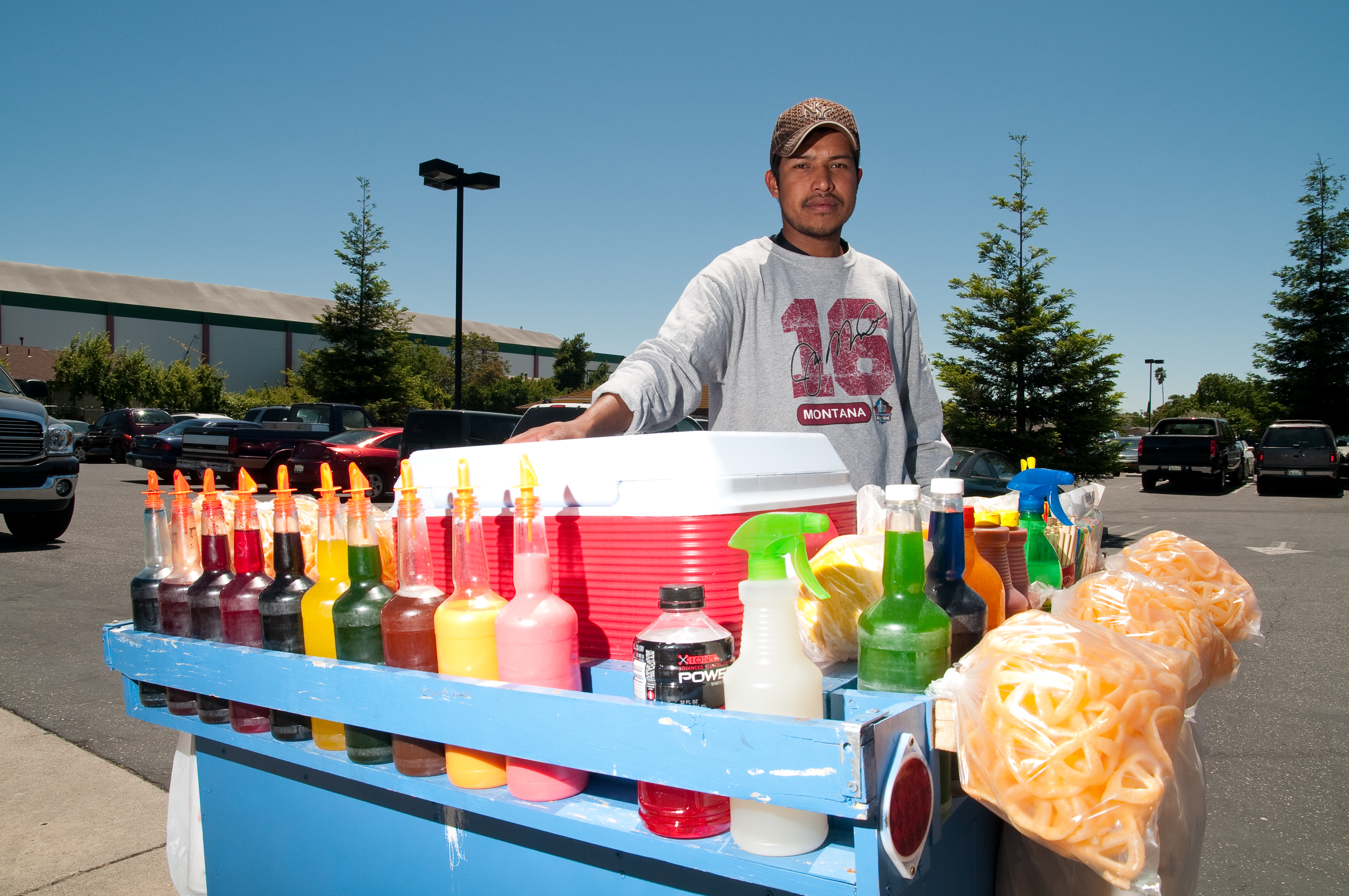
Die Akkulturation mexikanischer Immigranten wurde als erste in einer Skala abgebildet

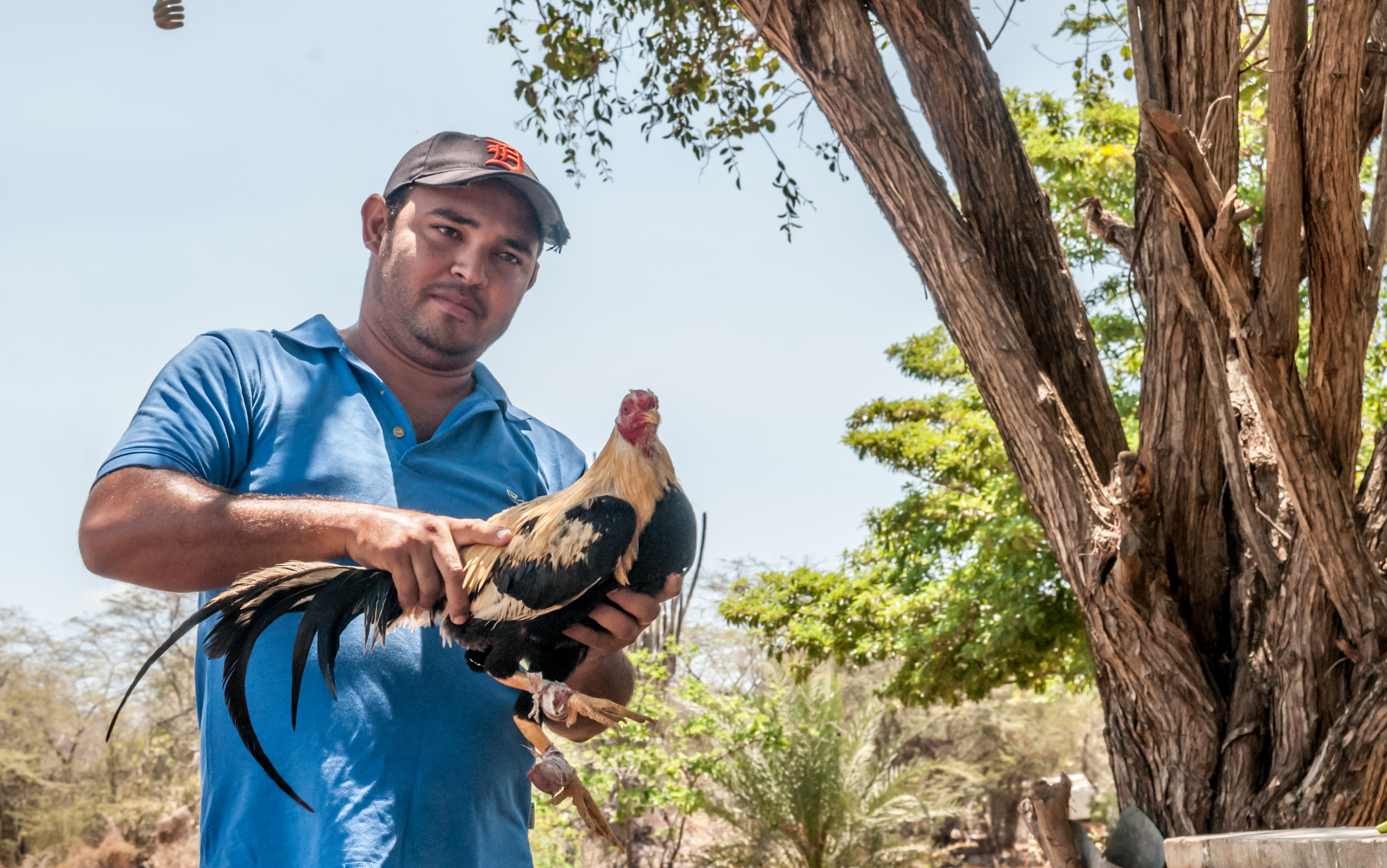
Der Hahnenkampf als typische Leidenschaft lateinamerikanischer Machos – auch für das Machismo-Phänomen gibt es eine Skala des Kulturwandels

In vielen verschiedenen soziologischen und anthropologischen Untersuchungen spielt der Einfluss sozialer Wandlungsprozesse eine wichtige Rolle. Die Wissenschaft hat daher mittlerweile eine große Anzahl verschiedener Skalen für den Grad der Akkulturation, Assimilation oder Indigenität entwickelt, um entsprechende Einschätzungen vornehmen zu können. Solche Skalen werden im Rahmen von Fragestellungen verwendet, bei denen ein signifikanter Zusammenhang mit der Zeitdauer vermutet wird, in der die analysierten Gruppen bzw. Menschen unter dem Einfluss einer fremden Kultur stehen. Das gilt etwa für die staatsbürgerschaftliche Identität von Minderheiten, für kulturelle Kenntnisse und soziale Kompetenzen, die Veränderungen beim Gebrauch der Muttersprache oder für bestimmte Handlungsweisen und Einstellungen.
Eine frühe Skala dieser Art ist die „Acculturation Rating Scale for Mexican Americans (ARSMA-I)“, die 1980 von Cuellar, Harris und Jasso entwickelt wurde. Es ging dabei um die Akkulturation von Mexikanern, die in den USA leben. Die Skala ist in die fünf Grade „sehr mexikanisch“, „mexikanisch orientiert bikulturell“, „genau bikulturell“, „anglo orientiert bikulturell“ und „sehr anglisiert“ eingeteilt. Seitdem wurden weitere einfache Skalen bis hin zu komplizierten Modellen entwickelt, die weitreichende Erkenntnisse ermöglichten. So ergab etwa die „Racial Identity Attitude Scale (RIAS)“ von Peña, dass der Grad der kulturellen Identität einen wichtigen Einfluss bei der Behandlungsweise von kokainabhängigen schwarzen Amerikanern hat. Weiterhin gibt es Skalen, um beispielsweise das Macho-Benehmen lateinamerikanischer Männer einzuschätzen, das „Familismo-Phänomen“ Italiens (Absolute Familientreue, siehe auch Mafia), die Verhaltensunterschiede von Land- und Stadtbewohnern oder die Denk- und Handlungsweisen zwischen Traditionalismus und Modernismus.
Auch für die sehr weitreichenden und komplexen Akkulturations- und/oder Assimilations-Traumata traditioneller indigener Gesellschaften, die durch zum Teil jahrhundertelange Unterdrückung, Genozid, Rassismus, Sklaverei und Missionstätigkeit entstanden sind, existieren verschiedene Skalen. So enthält etwa die „Rosebud Personal Opinion Survey“, die 1985 von Hoffmann, Dana und Bolton für nordamerikanische Indianer entwickelt wurde, den Gebrauch der Sprache, die Werte und Moralvorstellungen, soziale Netze, religiöse Glaubensvorstellungen und -praktiken, Lebensstil und ethnische Identifikation. Eine noch weitergehende, ambitionierte Zuordnung für den Status indigener Völker aus allen Teilen der Welt verwendet die NGO Native Planet.

## Induzierter Kulturwandel in nicht-okzidentalen Kulturen

### Native Planet und das „Level of Assimilation“
Die US-amerikanische Menschenrechtsorganisation Native Planet widmet sich der Bewahrung bedrohter indigener Kulturen weltweit. Nach Ansicht der Organisation sind traditionell naturnah lebende Ethnien Vorbilder für den nachhaltigen Umgang mit der Erde, so dass man ihnen dazu verhelfen sollte, ihre Botschaften an das globale Publikum richten zu können.
Ein Schwerpunkt der Arbeit liegt auf der Erstellung einer umfassenden Völker-Datenbank, die u. a. anhand der eigens dafür entwickelten und hier unten abgebildeten Skala „Assimilationsgrad“ (Level of Assimilation) den kulturellen Wandel sichtbar macht, um das Bewusstsein für traditionelle Kulturen und ihre Gefährdung zu fördern.
Leider fehlen die Indigenen Nordamerikas, Ozeaniens und des Vorderen Orients und die traditionellen Völker der meisten Staaten Afrikas; und die Datenbank wird seit 2008 offenbar nicht mehr aktualisiert.
| Kategorie                                     | Übersetzung (sinngemäß) | Beispiele                               |
| --------------------------------------------- | --- | --------------------------------------- |
| untouched (unberührt)                         | Bisher keine oder nur sehr geringfügige Kontakte mit der modernen Welt. Von daher unveränderte traditionelle Lebensweise und Weltanschauung. Heute bestehen nur noch sehr wenige solcher Gemeinschaften. | einige Yanomami, Shompen, Totobiegosode |
| nearly untouched (nahezu unberührt)           | Geringfügiger Kontakt mit Außenstehenden (z. B. durch Warentausch), jedoch ohne nachhaltigen Einfluss auf alle Aspekte der traditionellen Lebensweise; inklusive traditionelle Kleidung, Glaube und Ritualwesen. Noch keine Missionseinflüsse und keine regelmäßige Geldverwendung. | einige Penan, Jarawa, Omagua            |
| traditional (traditionell)                    | Begrenzte Beziehungen zu Außenstehenden. Einige Kontakte mit fremden Religionen, jedoch ohne nachhaltigen Einfluss bzw. Festhalten am eigenen Glauben trotz offizieller „Bekehrung“. Die traditionellen Subsistenzweisen sichern den Hauptbestandteil der Versorgung mit Gütern und Nahrungsmitteln. Einige Gruppenmitglieder verwenden moderne Kleidung, Gegenstände und gelegentlich Geld. | Derung, Tagbanuwa, Wayana               |
| fairly traditional (ziemlich traditionell)    | Traditionsbewusste Lebensweise, Bewahrung vieler kultureller Eigenheiten trotz dauerhaftem Kontakt zur modernen Welt. Geld wird bereits täglich verwendet. | Aché, Urak Lawoi, Zomi                  |
| assimilated (weitgehend assimiliert)          | Nur noch geringe Identifikation über die ethnische Zugehörigkeit. Zunehmende Verwendung einer fremden Sprache durch die jungen Generationen. Traditionelle Kleidung oder Rituale nur noch bei besonderen Anlässen. Die ursprüngliche Religion wird von den meisten Menschen nicht mehr praktiziert.                                                                                          | Ainu, Murut, Wounaan                    |
| completely assimilated (komplett assimiliert) | Volle Identifikation mit der modernen Kultur und kaum noch zu unterscheiden von anderen Bürgern des Landes, deren Sprache und Lebensstil übernommen wurde. Die Muttersprache sowie traditionelle Rituale werden nur noch durch die Alten bewahrt. | Mapoyo, Itonama                         |

### Auswirkungen der Globalisierung auf den kulturellen Wandel in nicht-okzidentalen Kulturen

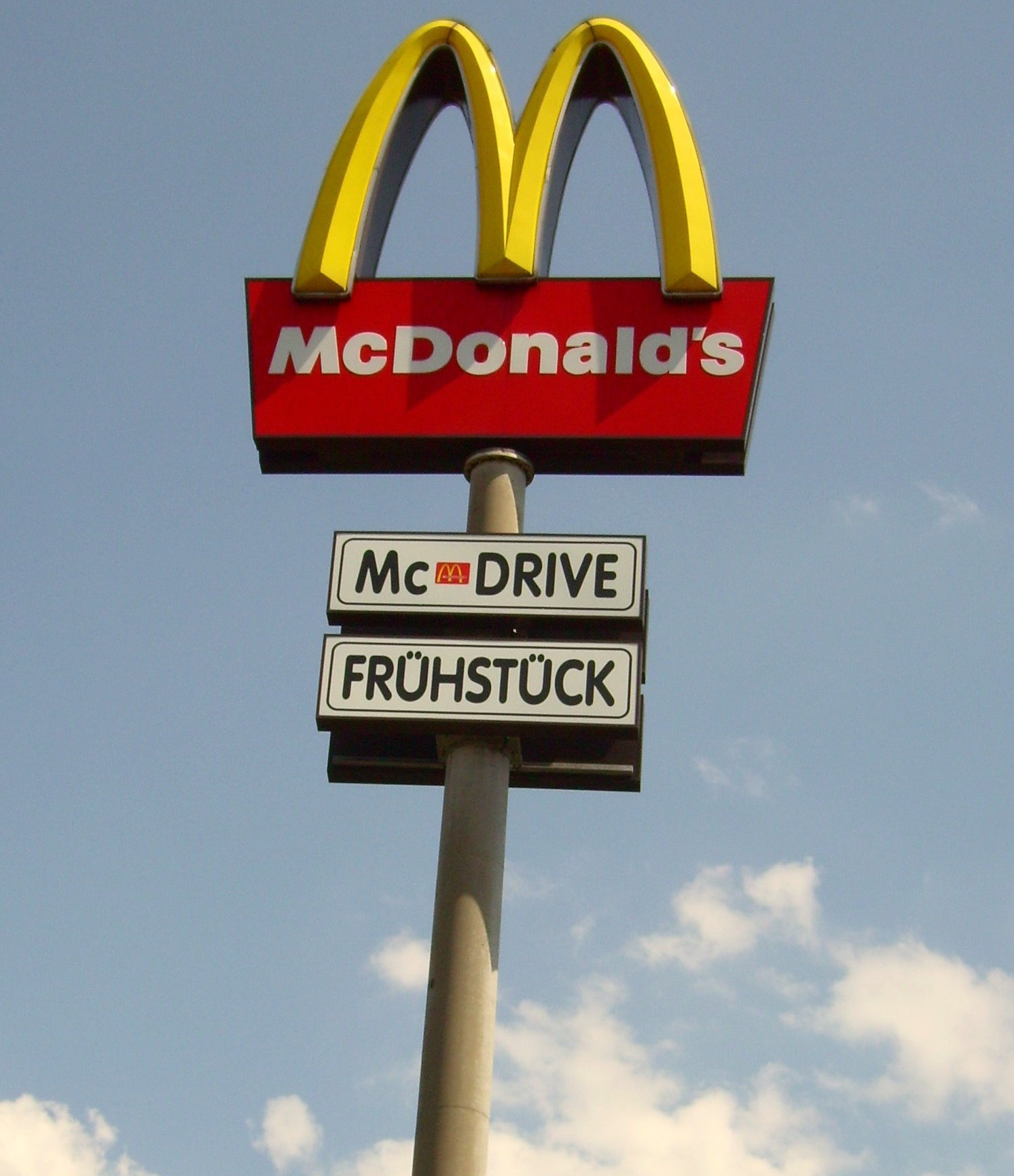
Symbol einer allgemeingültigen Weltkultur mit ähnlichen Wertvorstellungen oder eher die „Standarte der Eroberer“?

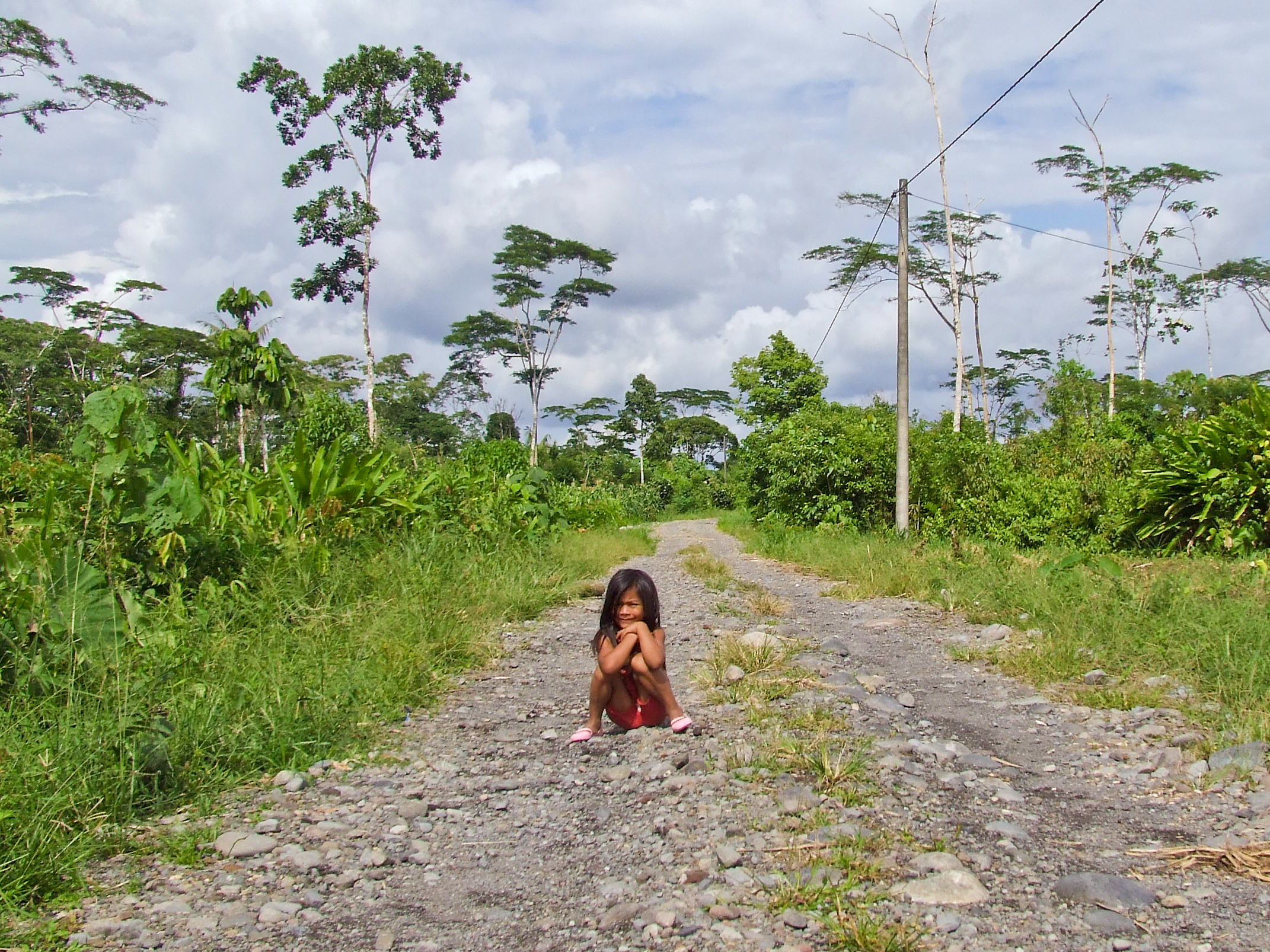
Wohin mag der Weg in die globale Zukunft führen? Shuar-Mädchen auf einer Straße im ecuadorianischen Regenwald

In der Globalisierungsdebatte entstand die Befürchtung, dass die weltweite Verbreitung marktwirtschaftlicher Strukturen und der damit verbundene Transport eurozentrischer Werte die kulturelle Vielfalt gefährden würde, indem überall die gleiche Art von Kulturwandel eintrete. George Ritzer prägte dafür den Begriff „McDonaldisierung“. Eine solche Sichtweise unterschätzt jedoch den freien Willen der vom Wandel „Betroffenen“ und der Eigendynamik der Entwicklung, wie einige Wissenschaftler betonen.
Zweifelsohne ist eine große kulturelle Vielfalt nicht nur aus romantischen Gründen oder als Reise-Anreiz für die Tourismus-Branche wünschenswert. Sie stellt einen wichtigen Vorrat an alternativen Ideen und Lebenskonzepten dar und wird daher als besonders schutzwürdig angesehen. Diese Erkenntnis führte 2001 zur UNESCO-Konvention zum Schutz der kulturellen Vielfalt. Kulturelle Vielfalt wird dabei als eine der Wurzeln des Wandels betrachtet, als Weg zu einer erfüllteren intellektuellen, emotionalen, moralischen und geistigen Existenz.
Trotz des ehrenvollen Ansatzes besteht hier eine wesentliche Problematik: So wie Entwicklungspolitik die Gefahr birgt, fremden Kulturen einen Weg zu bereiten, der nicht mit ihren eigenen Strukturen vereinbar ist, so kann das „Einfrieren oder Lenken“ des Wandels, wie es die UNESCO-Richtlinie impliziert, auch nachteilige Auswirkungen haben. So gibt es einige Beispiele, die belegen, dass die Umsetzung der Richtlinie im Rahmen des Tourismus einen eigendynamischen Wandel verhinderte. Im Falle der Akhafrauen aus Laos legten der Staat fest, welches Verhalten „authentisch“ wäre und welches nicht. Dies blockierte jedoch einen Wandel zu mehr Selbstbestimmung der Frauen, der aufgrund der ohnehin bereits verwestlichten Rahmenbedingungen eingetreten wäre.